# It Happened at the World’s Fair (альбом)
| Оценки критиков | Оценки критиков                                                                    |
| Источник        | Оценка                                                                             |
| --------------- | ---------------------------------------------------------------------------------- |
| AllMusic        | 2,5 из 5 звёзд · 2,5 из 5 звёзд · 2,5 из 5 звёзд · 2,5 из 5 звёзд · 2,5 из 5 звёзд |

It Happened at the World’s Fair — студийный альбом Элвиса Пресли, представлявший собой саундтрек к одноимённому фильму с его участием («Это случилось на Всемирной выставке», вышедшему на экраны в 1963 году).
Альбом поступил в продажу 10 апреля 1963 года. В США он поднялся на 4 место в альбомном чарте американского журнала «Билборд» (предшественнике теперешнего чарта Billboard 200).

## Подробности
Альбом-саундтрек записан на студии «Radio Recorders» в Голливуде, штат Калифорния в сентябре 1962 года.
У песни «One Broken Heart For Sale» есть дополнительный текст, который можно услышать в фильме. Этот текст был сокращён: «Эй Купидон, где ты?/На моём сердце становится ещё печальнее/Из-за того, что девушка отвергла меня/Как раз в то самое время, когда я думал, что у меня была она» (англ. Hey Cupid, where are you?/My heart is growing sadder/That girl rejected me/Just when I thought I had her).

## Список композиций
| №  | Название                         | Автор(ы)                               | {{{extra_column}}} | Длительность |
| -- | -------------------------------- | -------------------------------------- | ------------------ | ------------ |
| 1. | «Beyond the Bend»                | Fred Wise, Ben Weisman, Dolores Fuller | September 22, 1962 | 1:50         |
| 2. | «Relax»                          | Sid Tepper and Roy C. Bennett          | August 30, 1962    | 2:19         |
| 3. | «Take Me to the Fair»            | Sid Tepper and Roy C. Bennett          | September 22, 1962 | 1:34         |
| 4. | «They Remind Me Too Much of You» | Don Robertson                          | September 22, 1962 | 2:30         |
| 5. | «One Broken Heart for Sale»      | Otis Blackwell and Winfield Scott      | September 22, 1962 | 1:45         |

| №  | Название                      | Автор(ы)                               | {{{extra_column}}} | Длительность |
| -- | ----------------------------- | -------------------------------------- | ------------------ | ------------ |
| 1. | «I'm Falling in Love Tonight» | Don Robertson                          | September 22, 1962 | 1:39         |
| 2. | «Cotton Candy Land»           | Ruth Bachelor and Bob Roberts          | September 22, 1962 | 1:33         |
| 3. | «World of Our Own»            | Bill Giant, Bernie Baum, Florence Kaye | September 22, 1962 | 2:14         |
| 4. | «How Would You Like to Be»    | Ben Raleigh, Mark Barkan               | September 22, 1962 | 3:26         |
| 5. | «Happy Ending»                | Ben Weisman and Sid Wayne              | August 30, 1962    | 2:08         |

## Состав музыкантов
- Элвис Пресли — вокал
- The Mello Men — бэк-вокал
- The Jordanaires — бэк-вокал
- Скотти Мур, Тини Тимбрелл, Бэрни Кессел — гитара
- Рэй Сигал — бас-гитара
- Дон Робертсон, Дадли Брукс — фортепиано
- Бутс Рэндольф — саксофон
- Доминик Фонтана, Хэл Блейн, Берни Мэттинсон — барабаны
- Эмиль Радоччи — ударные инструменты
- Энтони Терран, Рудольф Лоера — труба